# Lars Gabriel Andersson
Lars Gabriel Andersson (Vagnhärad, 1868. február 22. – Lidingö, 1951. február 13.) svéd tanár és herpetológus. Az Uppsalai Egyetemen tanult, ahol 1909-ben doktorált. 
Hosszú pályafutása során Stockholmban és környékén több iskolában is tanított. 1894-95-ben és 1897-től 1902-ig a stockholmi Svéd Természettudományi Múzeum (Naturhistoriska riksmuseet) gerincesekkel foglalkozó osztályának asszisztenseként dolgozott. Zoológiai szakmunkákban nevének rövidítése: „Andersson”.

## Az általa leírt taxonok
- Aipysurus tenuis, 1913
- Atractaspis engdahli, 1913
- Eulamprus brachyosoma, 1915.[5]
- Eulamprus tympanum, 1915
- Gastrotheca microdiscus, (Andersson in Lönnberg and Andersson, 1910).[6]
- Glaphyromorphus mjobergi, 1915
- Strophurus taeniatus, 1913.[7]
- Didynamipus sjostedti, 1903 [8]

## Angol nyelven megjelent művei
- Catalogue of Linnean type-specimens of snakes in the Royal Museum in Stockholm, 1899
- Catalogue of Linnean type-specimens of Linnaeus's reptilia in the Royal Museum in Stockholm, 1900
- Some new species of snakes from Cameroon and South America, belonging to the collections of the Royal museum in Stockholm, 1901
- Reptiles, batrachians and fishes collected by the Swedish zoological expedition to British East Africa 1911, (Einar Lönnberggel), 1911
- Batrachians from Queensland, 1913
- Results of Dr. E. Mjöbergs Swedish Scientific Expeditions to Australia 1910–1913", part 4. Batrachians. (Eric Mjöberg svéd zoológusra és néprajzkutatóra utalva)
- Reptiles collected in Northern Queensland, 1915 (with Einar Lönnberg)
- Notes on the reptiles and batrachians in the Zoological museum at Gothenburg, with an account of some new species, 1916.
- A new salamander from Sakhalin, 1917
- Reptiles and batrachians from the Central Sahara, 1935[9]